# Kathedraal van het Icoon van de Moeder Gods van het Teken
De Kathedraal van het Icoon van de Moeder Gods van het Teken (Russisch: Кафедральный собор Иконы Божией Матери «Знамение» Курского Знаменского Богородицкого мужского монастыря) is een Russisch orthodoxe kathedraal in het centrum van de stad Koersk. De kerk werd in zuivere classicistische stijl gebouwd en heeft een indrukwekkende 48 meter hoge koepel met een diameter van 20 meter. Direct ten zuidoosten van de kerk staat de Verrijzeniskerk.

## Geschiedenis
De kathedraal werd gebouwd in de jaren 1816-1826 ter herdenking van Ruslands overwinning op de de troepen van Napoleon op het gebied van het Klooster van het Teken, dat werd gesticht in de 17e eeuw uit dankbaarheid dat de stad werd behoed voor de verwoesting door de Poolse hetman Stanisław Żółkiewski. Vanuit dit klooster vond tot 1919 elk jaar in de negende week na Pasen een grootse processie plaats waarin het Icoon van de Moeder Gods van Koersk werd gedragen naar de plaats waar het ooit gevonden was en terug. Revolutionaire atheïsten pleegden in 1898 een aanslag op het icoon om het geloof van het volk in de wonderdoende kracht van het icoon te ondermijnen. Men had explosieven in de kathedraal geplaatst, maar alhoewel de explosie aanzienlijke schade in de kerk veroorzaakte, bleef de icoon volledig intact.

## Na de revolutie
Medewerkers van de Tsjeka roofden de icoon in 1918 uit de kathedraal. De bolsjewieken hadden het op dat moment voor het zeggen in Koersk en van hen hoefde de kerk geen medewerking te verwachten bij de zoektocht naar de dieven. Bij toeval vond een meisje drie weken later de icoon in een zak bij een bron en zo keerde deze weer terug naar de kathedraal.
In november 1919 moesten de Witten zich uit Koersk terugtrekken en namen de icoon mee. Na een jaar verliet het icoon Rusland per schip om via een reis langs vele plaatsen in de wereld ten slotte in New York aan te komen, waar het zich tegenwoordig in het eigendom bevindt van de Russisch-orthodoxe Kerk in het Buitenland.
Het klooster werd in 1924 door de bolsjewistische autoriteiten gesloten. In 1934 werden alle kruizen van de kathedraal verwijderd en de kleine koepels rond de hoofdkoepel samen met de beide klokkentorens vernietigd. De voormalige kerk werd in 1937 omgebouwd tot een bioscoop die de naam "Oktober" kreeg. Tijdens de terugtocht van de Duitsers in 1943 werd de kerk in brand gestoken. Het uitgebrande gebouw bleef zo een poos staan tot men in 1949 besloot het gebouw in de vooroorlogse staat te herbouwen. Het interieur deed echter in de verste verte niet meer aan de oude kathedraal denken, maar was geheel aan de eisen aangepast van een eigentijds theater.

## Teruggave
In de jaren 90 keerde het gebouw terug naar de Russisch-orthodoxe Kerk. Van 1999 tot 2004 werd er aan de herstel van de kerk gewerkt. De kathedraal werd in iets gewijzigde vorm hersteld. In de kerk bevindt zich een kopie van het icoon van de Moeder Gods van het Teken. Duizenden mensen nemen jaarlijks deel aan de opnieuw geïntroduceerde processie naar de plek waar ooit het icoon in de 14e eeuw werd gevonden en waar tegenwoordig een kluizenarij staat.

## Afbeeldingen

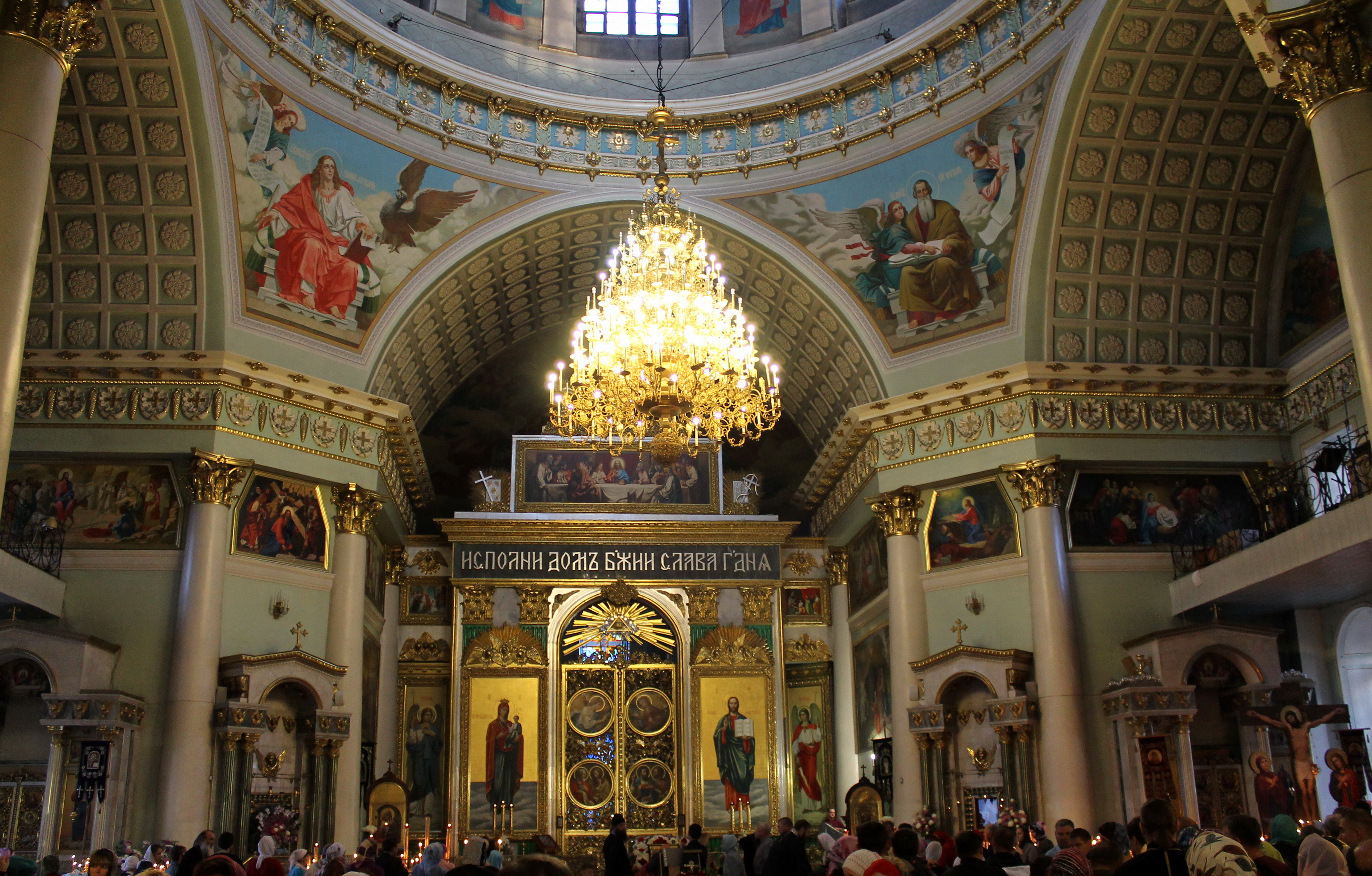
Het herstelde interieur
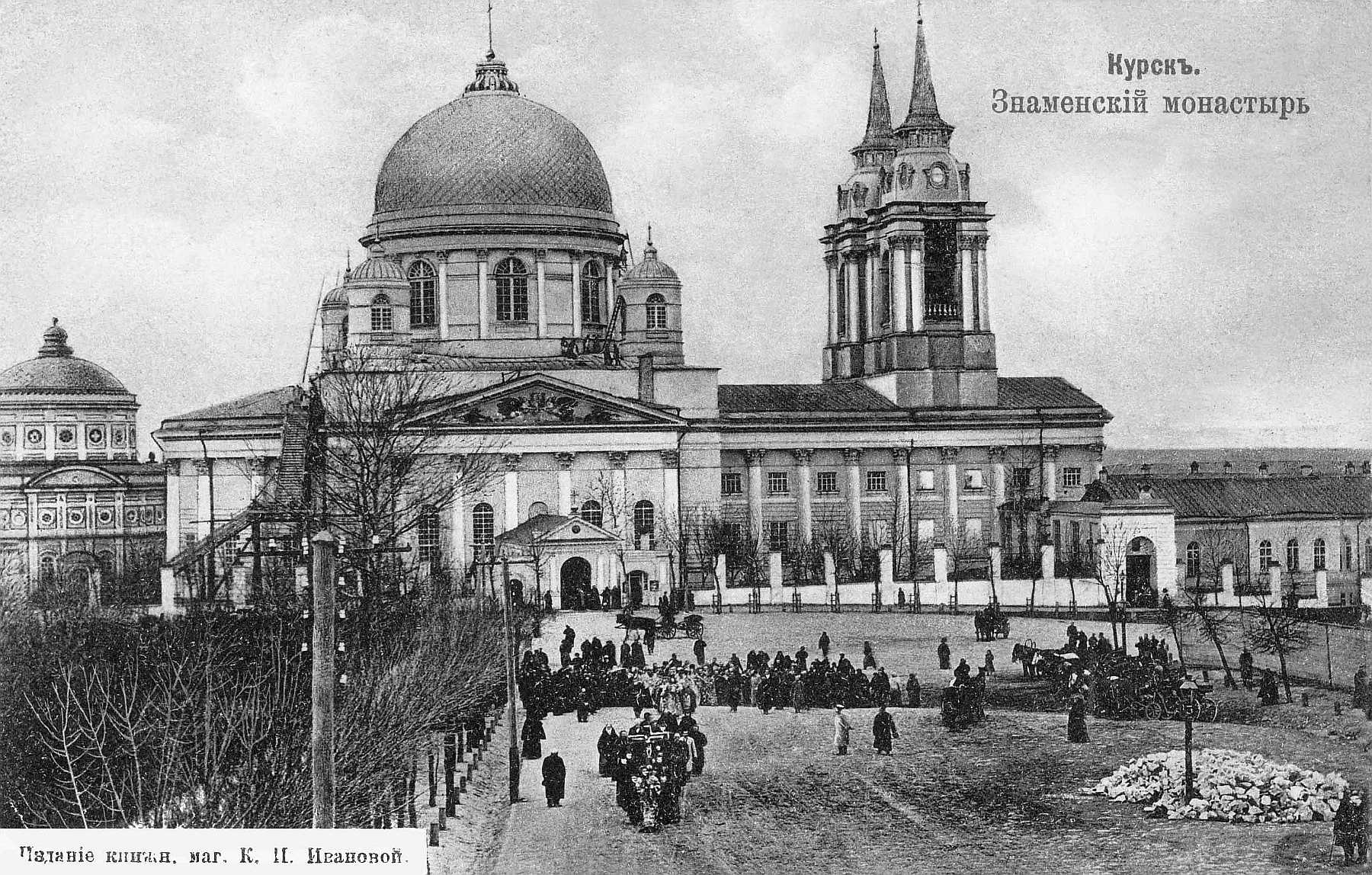
De kathedraal met dubbele torens (1898)
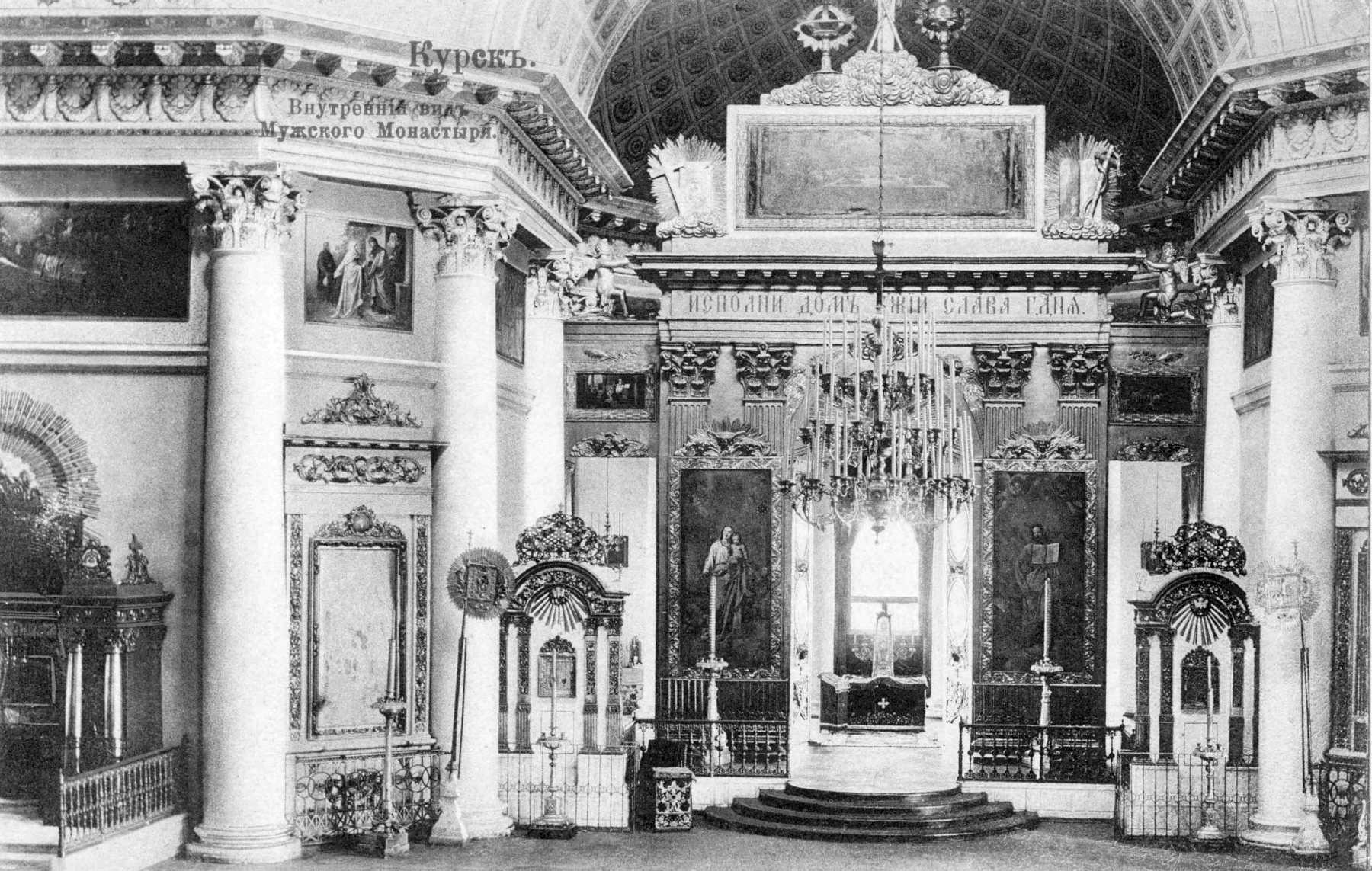
Afbeelding interieur (1910)